# DuMont Building
El edificio DuMont —en inglés: DuMont Building—, también conocido como 515 Madison Avenue, es un rascacielos de 162 metros de altura en la calle 53 y la avenida Madison en Nueva York, Estados Unidos.

## Historia
El edificio fue construido en estilo art déco por John H. Carpenter y diseñado por su hermano, el arquitecto J.E.R. Carpenter que también diseñó el One Grand Central Place así como también alrededor de 125 edificios en la Quinta Avenida y Park Avenue.
Uno de los elementos más característicos del edificio es una antena de transmisión que rememora el rol del edificio en las primeras transmisiones televisivas de WNYW en 1938.
En 1938, Allen B. DuMont inició la transmisión experimental de la estación W2XWV desde el edificio. En 1944, la estación se convirtió en WABD. La emisora fue una de las pocas que continuó sus emisiones durante la Segunda Guerra Mundial. La transmisión de noticias acerca del lanzamiento de la bomba atómica en Nagasaki en 1945 fue considerado el inicio de DuMont Television Network. Después de la guerra, la estación y la cadena se trasladaron a estudios más grandes, primero a la antigua tienda Wanamaker's en la esquina de Broadway y la Novena Avenida en Greenwich Village, después el Adelphi Theatre, el Ambassador Theatre, y en 1954 al Jacob Ruppert Central Opera House en el 205 East 67th Street y que actualmente es conocido como Fox Television Center.
En 1947, el edificio fue sitio de una protesta de 700 piqueteros que exigían que los Estados Unidos rompieran relaciones diplomáticas con España como protesta contra el Gobierno de Francisco Franco en el consulado español, ubicado en el edificio.
En 1962, el edificio de 23 000 metros cuadrados fue vendido a Newmark & Co., que aún posee y administra la estructura.
En 1977, WKCR-FM, la radioemisora de la Universidad de Columbia, se convirtió en la primera estación de radio en transmitir desde la antena en la cima del World Trade Center, habiendo transmitido anteriormente desde la antena del edificio DuMont durante 19 años, hasta que la construcción de otros rascacielos circundantes comenzó a interferir con la señal de la emisora.